# الطاقة المتجددة في إسكتلندا

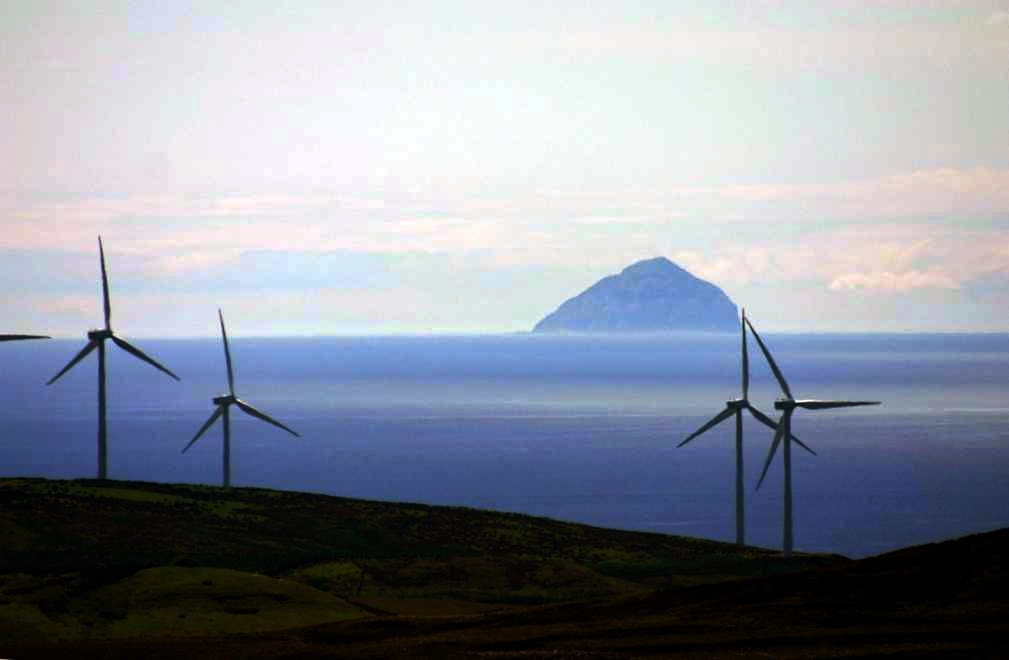
تشكل كل من الأمواج، والرياح والمد والجزر أكثر من 80% من إمكانيات اسكتلندا للطاقة المتجددة.

إنتاج الطاقة المتجددة في اسكتلندا هي القضية التي تأتي في المقدمة من الناحية التقنية والاقتصادية والسياسية خلال السنوات الأولى من القرن ال21  قاعدة الموارد الطبيعية للطاقة المتجددة وتعد غير عادية من قبل الطاقة المتجددة في الاتحاد الأوروبي، وحتى المعايير العالمية، مع المصادر المحتملة أهمها طاقة الرياح، طاقة الأمواج، وطاقة المد والجزر.
في نهاية الربع الثالث من عام 2014، كان هناك 7112 ميغاواط (MW) من القدرة الكهربائية المتجددة المثبتة في اسكتلندا، بزيادة قدرها 10.5٪ (أو 671 ميغاواط) من نهاية الربع الثاني في عام 2013. كان توليد الكهرباء كطاقة متجددة في اسكتلندا 16974 جيجا واط ساعة في عام 2013، بزيادة 16.4٪ على 2012. 40.3 في المائة من الكهرباء في اسكتلندا جاء من مصادر الطاقة المتجددة في عام 2012. وتوليد الطاقة المتجددة الإسكتلندي تشكل حوالي 32٪ من إجمالي توليد الطاقة المتجددة في المملكة المتحدة (نزولا من 36٪ في عام 2012). في عام 2012، صدرت اسكتلندا أكثر من 26 في المئة من توليدها للطاقة.
وتمكن التحسينات المستمرة في الهندسة والاقتصاد تطوير أكثر الموارد المتجددة لاستخدامها. وفيما يتعلق بذروة النفط وتغير المناخ دفعت المخاوف الموضوع لأعلى جدول الأعمال السياسية وشجعت أيضا استخدام مختلف صور الوقود الحيوي.
على الرغم من أن الموارد المالية للعديد من المشاريع لا تزال تسير إما يالمضاربة أو تعتمد على حوافز السوق، فمن المحتمل أنه كان هناك احتمال لتغييرات كبيرة، على المدى الطويل، في دعم الاقتصاد.
بالإضافة إلى الزيادات المخطط لها في القدرة التوليدية على نطاق واسع والأنظمة المصغرة تقوم باستخدام مصادر الطاقة المتجددة، ومختلف الخطط ذات الصلة للحد من انبعاثات الكربون، يجري بحثها. على الرغم من أن هناك دعما كبيرا من القطاعات العامة والخاصة والتي يقودها المجتمع المحلي، فقد تم الأعراب عن مخاوف بشأن تأثير التكنولوجيا على البيئة الطبيعية. وهناك أيضا جدل سياسى ناشئ عن العلاقة بين تحديد المواقع، والملكية والسيطرة على هذه الموارد إنتشر على نطاق واسع.

## الطاقة الكهرومائية

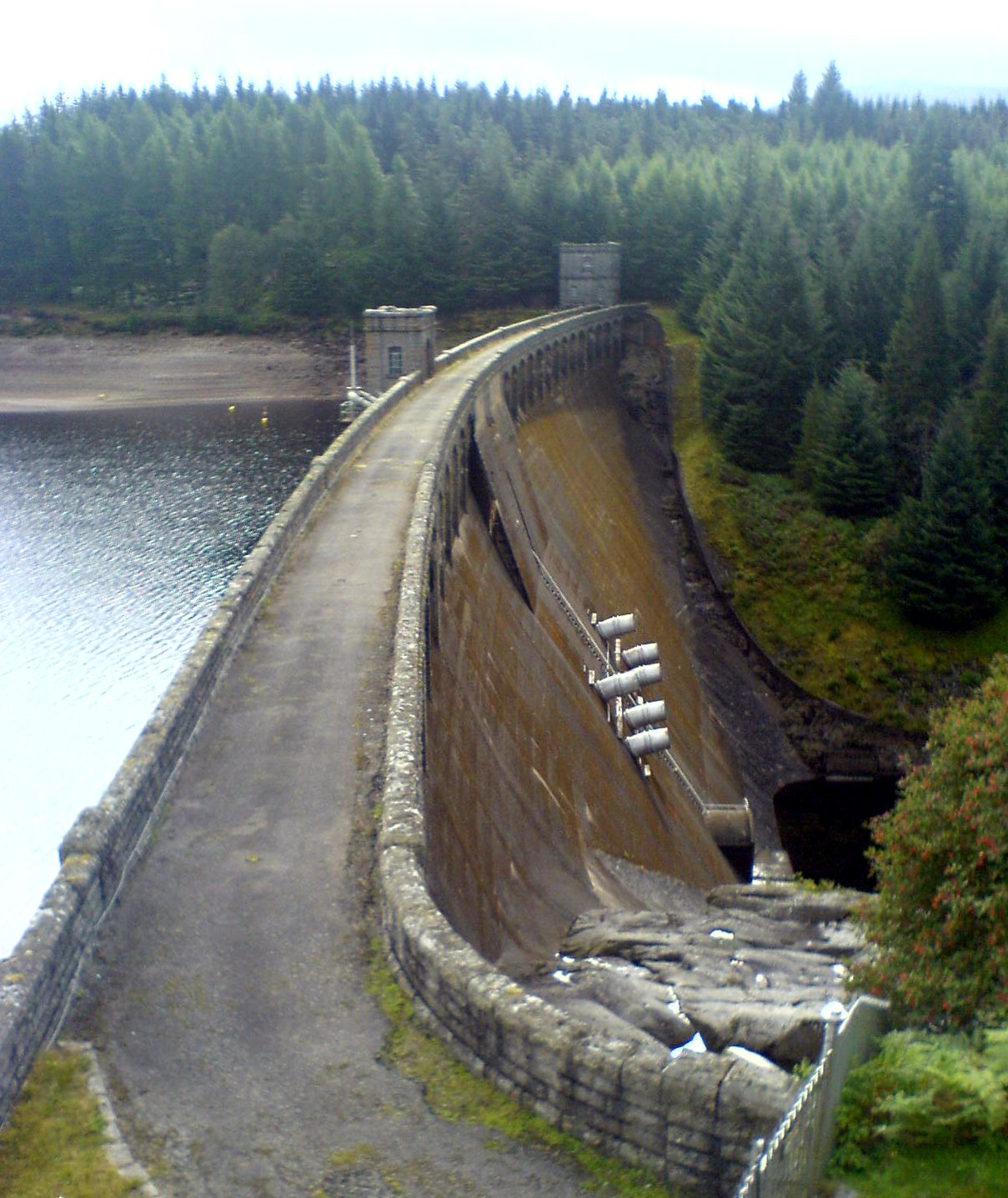
سد نموذجي عند المرتفعات الاسكتلندية لتوليد الطاقة الكهرومائية في بحيرة لوخ لاجان

اسكتلندا لديها 85٪ من موارد الطاقة الكهرومائية في المملكة المتحدة، الكثير منها وضع من قبل مجلس شمال اسكتلندا للطاقة الكهرومائية في 1950. وكان «مجلس الطاقة المائية»، الذي جمع «الروافد من الوديان»، هو كيان مؤمم في ذلك الوقت على الرغم من أنه قد تمت خصخصته في عام 1989 وهو الآن جزء من المجلس التشريعي الاسكتلندي الجنوبى للطاقة.
القدرة الحالية 1.33 جيجاوات وتشمل التطورات الرئيسية مثل 120 ميغاواط مخطط بريد البان و 245 ميغاواط لنظام مخطط تاميل للطاقة الكهرومائية. وقد تم بناء العديد من محطات الطاقة الكهرومائية في اسكتلندا لتشغيل صناعة صهر الألمنيوم. وقد بنيت هذه في العديد من «المخططات» لمحطات مترابطة، يغطي كل منها أحواض صرف، حيث الماء نفسه قد يولد قوة عدة مرات أثناء نزوله. وغمرت المياه العديد من أودية ضخمة بعيدة من قبل هذه المخططات، فإن العديد من الأنفاق عبر الجبال وكذلك الأنهار السدود. إيما وود، وهي مؤلفة تلك الدراسة من هؤلاء الرواد كتبت:

سمعت عن المزارع والنجوع التي غرقت، والخراب في صيد أسماك السلمون، وكيف أن إنفرنيس قد تجرف إذا فشلت السدود الداخلية. قيل لي عن عروق ضخمة من الكريستال وجدوها عندما كانوايحفرون نفقا عميقا تحت الجبال.

## ملخص من إمكانات الموارد في اسكتلندا
| التقنية                    | القدرة الحالية (جيجاواط) | القدرة المحتملة (جيجاواط) | الطاقة الكامنة (كيلوواط ساعي / أ) |
| -------------------------- | ------------------------ | ------------------------- | --------------------------------- |
| طاقة الرياح البرية         | 5.131                    | 11.50                     | 45.0                              |
| مائية                      | 1.533                    | 1.63                      | 5.52                              |
| الرياح البحرية             | 0.197                    | 25.00                     | 82.0                              |
| الكتلة الحيوية             | 0.187                    | 1.29                      | 13.5                              |
| الطاقة الشمسية الكهروضوئية | 0.166                    | n.a.                      | n.a.                              |
| دفن نفايات الغازات         | 0.116                    | 0.07                      | 0.6                               |
| هضم لاهوائي                | 0.023                    | n.a                       | n.a                               |
| تحويل النفايات إلى طاقة    | 0.018                    | 0.07                      | 0.6                               |
| طاقة موجية                 | 0.007                    | 25                        | 79                                |
| حمأة تحلل الصرف الصحي      | 0.006                    | n.a                       | n.a                               |
| الطاقة الحرارية الأرضية    | n.a.                     | 1.50                      | 7.6                               |
| الطاقة الشمسية الحرارية    | n.a.                     | n.a.                      | 5.8                               |
| ناتج كلي                   | 7.383 GW                 | 62.63 GW                  | 236.6 TWh/year                    |

هوامش الجدول
' ^  ملاحظة على «القدرة المركبة» و«الطاقة الكامنة». الأول هو تقدير الحد الأقصى للإنتاج في تكنولوجيا معينة أو محطة توليد الطاقة الفردية عند نقطة واحدة في الوقت المناسب. يأخذ هذا الأخير في الاعتبار التقطع المحتمل لإمدادات الطاقة وهو مقياس يؤشر على مدى فترة من الزمن. وهكذا، على سبيل المثال، قد تكون توربينات الرياح الفردية تؤثر على «عامل القدرة» ما بين 15٪ و 45٪ اعتمادا على مواقعها، مع عامل القدرة العالي لإعطاء إنتاج أكبر للطاقة المحتملة مقارنة بقدرة مركبة معينة. عمود «الطاقة الكامنة» يستند بالتالي على تقدير مجموعة متنوعة من الافتراضات بما في ذلك القدرة المركبة. على الرغم من أن «الطاقة الكامنة» هي في بعض النواحي وسيلة أكثر فائدة من للمقارنة بين الإنتاج الحالي والإمكانات المستقبلية لتقنيات مختلفة، وذلك باستخدام معين يحتاج إلى تفسيرات معقدة من كل الافتراضات التي تنطوي عليها كل على سبيل المثال، فإن أرقام القدرات المثبتة تستخدم عموما.